# 宝堰镇
宝堰镇，是中华人民共和国江苏省鎮江市丹徒区下辖的一个乡镇级行政单位。

## 行政区划
宝堰镇下辖以下地区：
鲁溪村、徐巷村、南宫村、团结村、宝堰村和前隍村。